# Horst Preusker
Horst Preusker (* 29. September 1913 in Breslau; † 19. Mai 1976 in Berlin) war ein deutscher Schauspieler und Regisseur.

## Leben
Nachdem Preusker einen Schauspielunterricht in seiner Heimatstadt Breslau beendet hatte, arbeitete er später als Sprecher bei diversen Rundfunkanstalten. Als das damalige Reichsdeutsche Fernsehen ein Versuchsprogramm ausstrahlte, konnte er dort als Schauspieler aktiv werden.
Nach dem Ende des Zweiten Weltkrieges arbeitete Preusker dann vorwiegend für den Funk, wo er als Ansager, Sprecher und Regisseur für Hörspielproduktionen eingesetzt wurde. Ende der 1950er Jahre arbeitete er dann freischaffend und konzentrierte sich hierbei auf Synchronarbeiten, die er teilweise als Synchron- bzw. Dialogregisseur leitete.
Als Schauspieler wirkte er seit den 1940er Jahren in einigen DEFA- und DFF-Filmproduktionen mit.

## Filmografie (Auswahl)
- 1947: Wozzeck
- 1951: Die Sonnenbrucks
- 1952: Roman einer jungen Ehe
- 1954: Gefährliche Fracht
- 1954: Das geheimnisvolle Wrack
- 1954: Der Fall Dr. Wagner
- 1954: Ludwig van Beethoven (nur Stimme)
- 1955: Wer seine Frau lieb hat …
- 1955: Ernst Thälmann – Führer seiner Klasse
- 1956: Der Teufelskreis
- 1956: Mich dürstet
- 1958: Sie kannten sich alle
- 1961: Mord an Rathenau (Fernsehfilm)
- 1966: Columbus 64 (TV)
- 1966: Lebende Ware
- 1967: Chingachgook, die große Schlange
- 1967: Geheimcode B/13 (TV-Vierteiler)
- 1969: Weiße Wölfe
- 1970: Tod in der Kurve (TV)
- 1971: Verspielte Heimat
- 1974: Jakob der Lügner
- 1975: Polizeiruf 110: Der Spezialist (TV-Reihe)

## Hörspiele
- 1950: Anna Seghers: Der Prozess der Jeanne d’Arc zu Rouen 1431 – Regie: Herwart Grosse (Berliner Rundfunk)
- 1952: Adam Tarn: Ortega – Regie: Günther Rücker (Hörspiel – Berliner Rundfunk)
- 1954: Johannes R. Becher: Die Winterschlacht – Regie: Hedda Zinner (Rundfunk der DDR)
- 1955: Anna Seghers: Das siebte Kreuz (Fischer) – Regie: Hedda Zinner (Rundfunk der DDR)
- 1955: Henrik Ibsen: Nora oder Ein Puppenheim – Regie: Horst Preusker (Hörspiel – Rundfunk der DDR)
- 1957: Wolfgang Schreyer: Das Attentat (Merz von Quirnheim) – Regie: Lothar Dutombé (Dokumentarhörspiel – Rundfunk der DDR)
- 1957: A. G. Petermann: Die Hunde bellen nicht mehr (Hauptmann Friedrichs) – Regie: Theodor Popp (Kriminalhörspiel – Rundfunk der DDR)
- 1957: Horst Girra: Die gläserne Spinne – Regie: Werner Wieland (Rundfunk der DDR)
- 1957: Lion Feuchtwanger: Der Teufel in Boston (Thomas Coleman, Arzt) – Regie: Wolfgang Heinz (Rundfunk der DDR)
- 1958: Günther Weisenborn: Yang-Tse-Kiang – Regie: Werner Stewe (Rundfunk der DDR)
- 1958: Bruno Apitz: Nackt unter Wölfen (Bogorski) – Regie: Joachim Witte (Rundfunk der DDR)
- 1959: A. G. Petermann: Wasser bis zum Halse – Regie: Horst Preusker (Hörspiel – Rundfunk der DDR)
- 1960: Rolf Schneider: Affären – Regie: Werner Stewe (Hörspiel – Rundfunk der DDR)
- 1961: Klaus Glowalla: Mordprozeß Consolini – Regie: Fritz-Ernst Fechner (Hörspiel – Rundfunk der DDR)
- 1962: Mark Twain: Tom Sawyers großes Abenteuer (Staatsanwalt) – Regie: Karl-Heinz Möbius (Kinderhörspiel – Litera)
- 1962: Charles Dickens: Oliver Twist – Regie: Dora König (Kinderhörspiel – Rundfunk der DDR)
- 1963: Gerhard Jäckel: Die Wahnmörderin (Vorsitzender) – Regie: Wolfgang Brunecker (Hörspiel – Rundfunk der DDR)
- 1963: Rolf Schneider: Die Unbewältigten (Dr. Wölfer) – Regie: Edgar Kaufmann (Hörspiel – Rundfunk der DDR)
- 1965: Brüder Grimm: Das Hirtenbüblein (König) – Regie: Werner Schurbaum (Kinderhörspiel – Litera)
- 1966: Brüder Grimm: Von einem, der auszog, das Fürchten zu lernen (König) – Regie: Werner Schurbaum (Kinderhörspiel – Litera)
- 1967: Klaus Beuchler: Alltag eines Arztes (Oberarzt) – Regie: Uwe Haacke (Hörspiel – Rundfunk der DDR)
- 1967: Horst Enders: Die Rettungsmedaille (Direktor) – Regie: Ingeborg Milster (Kinderhörspiel – Rundfunk der DDR)
- 1968: Erasmus Schöfer: Denkmal Pfeiffer – Regie: Fritz-Ernst Fechner (Hörspiel – Rundfunk der DDR)
- 1969: Eduard Claudius: Vom schweren Anfang (Kaufmännischer Direktor) – Regie: Horst Liepach (Kinderhörspiel – Rundfunk der DDR)
- 1969: Wolfgang Graetz/Joachim Seyppel: Was ist ein Weihbischof? Oder Antworten zur Akte Defregger – Regie: Edgar Kaufmann (Hörspiel – Rundfunk der DDR)
- 1970: Michail Schatrow: Der sechste Juli (Mirbach) – Regie: Helmut Hellstorff (Hörspiel – Rundfunk der DDR)
- 1973: Hans Christian Andersen: Die wilden Schwäne (Erzbischof) – Regie: Edgar Kaufmann/Barbara Plensat (Kinderhörspiel – Litera)
- 1974: Herbert Fischer: Autofahrt (Paetzold) – Regie: Fritz Göhler (Hörspiel – Rundfunk der DDR)
- 1976: Mark Twain: Die Abenteuer des Huckleberry Finn (Dr. Robinson) – Regie: Theodor Popp (Kinderhörspiel – Litera)
- 1976: Lia Pirskawetz: Das Haus am Park (Architekt) – Regie: Barbara Plensat (Hörspiel – Rundfunk der DDR)